# Ottokar III van Stiermarken
Ottokar III van Stiermarken (circa 1125 - Pécs, 31 december 1164) was markgraaf van Stiermarken.

## Levensloop
Hij was de zoon van markgraaf Leopold I van Stiermarken en Sophia van Beieren, dochter van Hendrik de Zwarte en tante van keizer Frederik I Barbarossa.
In 1129 volgde hij zijn vader op als markgraaf van Stiermarken. Omdat hij nog maar 4 jaar oud toen hij markgraaf werd, was zijn moeder Sophia vermoedelijk regentes voor hem. 
Onder Ottokars bewind werd de stad Graz, die hij in 1156 veroverde, het centrum van Stiermarken. Door de dood van verschillende kinderloze verwanten erfde Ottokar ook heel wat gebieden, waardoor hij de heerschappij had over de gebieden van de Donau over de Save tot het hertogdom Krain.
Als markgraaf liet Ottokar ook heel wat bouwwerken uitvoeren: zo bouwde hij onder meer kloosters en herbergen en hospitalen voor kruisvaarders. In 1164 overleed hij tijdens een kruistocht in Hongarije.
Hij was gehuwd met Kunigunde van Vohburg en kreeg met haar een zoon:
- Ottokar IV (1163-1192), markgraaf en vanaf 1180 hertog van Stiermarken.